# Ivana Kiripati
Pas d'image ? Cliquez ici

a Compétitions nationales et continentales officielles uniquement.

b Matchs officiels uniquement.
Dernière mise à jour le 2 août 2025.
Ivana Kiripati, née le 6 août 2003 à Roscommon (Irlande), est une joueuse internationale irlandaise de rugby à XV qui évolue aux postes de troisième ligne aile et troisième ligne centre. Licenciée au Creggs RFC, elle joue avec la province du Connacht ainsi que la franchise des Clovers.

## Biographie
Née le 6 août 2003 à Roscommon en Irlande, Ivana Kiripati grandit dans une famille passionnée de rugby à XV. Son père et sa mère pratiquent et entrainent à Athlone. Sa sœur cadette Merisa joue également, elle est internationale en catégorie des moins de 18 ans.
En 2023, elle fait partie de l'équipe d'Irlande des moins de 20 ans.
En 2024, alors qu'elle ne figure pas dans la sélection initiale des Clovers, elle participe au Celtic Challenge. Elle est notamment élue joueuse du match contre le Brython Thunder et inscrit un essai contre les Glasgow Warriors,.
La saison suivante se passe de la même façon : elle ne figure pas dans le groupe des Clovers annoncé au mois de décembre, mais fait finalement partie intégrante de l'équipe puisqu'elle est titulaire dès la première journée de la compétition.
À l'été 2025, elle devient internationale irlandaise face à l'Écosse, au cours d'un match de préparation à la Coupe du monde.

## Palmarès
Néant